# Corina Căprioriu
Corina Căprioriu, née le 18 juillet 1986 à Lugoj, est une judokate roumaine en activité évoluant dans la catégorie des moins de 57 kg.

## Biographie
Corina Căprioriu remporte aux Championnats d'Europe de judo 2010 la médaille d'or. Elle décroche ensuite aux Championnats du monde de judo 2011 et aux Championnats d'Europe de judo 2011 la médaille de bronze en moins de 57 kg. Elle obtient la médaille d'argent aux Jeux olympiques d'été de 2012 à Londres, battue en finale par la Japonaise Kaori Matsumoto.

## Palmarès
| Année | Compétition           | Lieu     | Résultat | Catégorie      |
| ----- | --------------------- | -------- | -------- | -------------- |
| 2010  | Championnats d'Europe | Vienne   | 1re      | Moins de 57 kg |
| 2011  | Championnats du monde | Paris    | 3e       | Moins de 57 kg |
| 2011  | Championnats d'Europe | Istanbul | 3e       | Moins de 57 kg |
| 2012  | Jeux olympiques       | Londres  | 2e       | Moins de 57 kg |
| 2015  | Championnats du monde | Astana   | 2e       | Moins de 57 kg |